# Luisa d'Orléans (principessa delle Due Sicilie)
Luisa d'Orléans (in francese Louise Françoise Marie Laure d'Orléans, princesse de France) (Cannes, 24 febbraio 1882 – Siviglia, 18 aprile 1958) è stata una nobile francese, figlia del pretendente unionista al Trono di Francia Luigi Filippo Alberto d'Orléans, principessa di Francia e nonna materna di re Juan Carlos I di Spagna. Fu principessa del Regno delle Due Sicilie per matrimonio.

## Biografia

### Infanzia
La principessa Luisa fu la figlia più giovane di Luigi Filippo Alberto d'Orléans, conte di Parigi e inizialmente principe ereditario orleanista nell'ambito della Monarchia di luglio, che in seguito divenne, rinunziando all'orleanismo politico, pretendente unionista al Trono di Francia con il nome di Filippo VII. Sua madre fu Maria Isabella d'Orléans, infanta di Spagna, figlia di Antonio d'Orléans e di Luisa Ferdinanda di Borbone-Spagna.

### Matrimonio
Il 16 novembre 1907, Luisa sposò a Evesham, in Inghilterra, il principe Carlo Tancredi di Borbone-Due Sicilie, figlio di Alfonso, conte di Caserta, e della principessa Maria Antonietta di Borbone-Due Sicilie, e vedovo dell'infanta Maria de las Mercedes di Borbone-Spagna. La coppià si stabilì a Madrid ed ebbe quattro figli.

### Ultimi anni e morte
Nel 1931, alla proclamazione della repubblica spagnola, la famiglia lasciò la Spagna per trasferirsi prima in Italia e più tardi in Svizzera. Nel 1939, dopo la vittoria di Franco, ritornò in Spagna e si stabilì a Siviglia
La Principessa morì a Siviglia il 18 aprile 1958.

## Discendenza
Luisa e il principe Carlo Tancredi di Borbone-Due Sicilie ebbero quattro figli:
- Carlo di Borbone-Due Sicilie Orleans (1908-1936), ucciso nella Guerra civile spagnola, combattendo con i nazionalisti.
- Maria de los Dolores di Borbone-Due Sicilie (1909-1996) che sposò nel 1937 il principe Giuseppe Czartoryski (1907-1946) con cui ebbe il figlio Adamo Czartorysky. Rimasta vedova sposò Carlos Chias nel 1950.
- Maria Mercedes di Borbone-Due Sicilie (1910-2000), che sposò l'infante Giovanni, Conte di Barcellona e fu madre del re Juan Carlos di Spagna.
- Maria de la Esperanza di Borbone-Due Sicilie (1914-2005), che sposò il principe Pietro Gastone d'Orléans-Braganza.

## Ascendenza
|                                    |                          |                                            | Genitori                                     |  |  | Nonni |  |  | Bisnonni                 |  |  | Trisnonni                           |  |
|                                    |                          |                                            |                                              |  |  |       |  |  | Luigi Filippo di Francia |  |  | Luigi Filippo II di Borbone-Orléans |  |
|                                    |                          |                                            |                                              |  |  |       |  |  | Luigi Filippo di Francia |  |  | Luigi Filippo II di Borbone-Orléans |  |
|                                    |                          | Luisa Maria Adelaide di Borbone-Penthièvre |                                              |  |  |       |  |  | Luigi Filippo di Francia |  |  |                                     |  |
| Ferdinando Filippo d'Orléans       |                          |                                            |                                              |  |  |       |  |  | Luigi Filippo di Francia |  |  |                                     |  |
|                                    |                          | Maria Amalia di Borbone-Due Sicilie        | Ferdinando I delle Due Sicilie               |  |  |       |  |  |                          |  |  |                                     |  |
|                                    |                          | Maria Amalia di Borbone-Due Sicilie        | Ferdinando I delle Due Sicilie               |  |  |       |  |  |                          |  |  |                                     |  |
|                                    |                          | Maria Amalia di Borbone-Due Sicilie        | Maria Carolina d'Asburgo-Lorena              |  |  |       |  |  |                          |  |  |                                     |  |
| Luigi Filippo Alberto d'Orléans    |                          | Maria Amalia di Borbone-Due Sicilie        |                                              |  |  |       |  |  |                          |  |  |                                     |  |
|                                    |                          | Federico Ludovico di Meclemburgo-Schwerin  | Federico Francesco I di Meclemburgo-Schwerin |  |  |       |  |  |                          |  |  |                                     |  |
|                                    |                          | Federico Ludovico di Meclemburgo-Schwerin  | Federico Francesco I di Meclemburgo-Schwerin |  |  |       |  |  |                          |  |  |                                     |  |
|                                    |                          | Federico Ludovico di Meclemburgo-Schwerin  | Luisa di Sassonia-Gotha-Altenburg            |  |  |       |  |  |                          |  |  |                                     |  |
| Elena di Meclemburgo-Schwerin      |                          | Federico Ludovico di Meclemburgo-Schwerin  |                                              |  |  |       |  |  |                          |  |  |                                     |  |
|                                    |                          | Carolina Luisa di Sassonia-Weimar-Eisenach | Carlo Augusto di Sassonia-Weimar-Eisenach    |  |  |       |  |  |                          |  |  |                                     |  |
|                                    |                          | Carolina Luisa di Sassonia-Weimar-Eisenach | Carlo Augusto di Sassonia-Weimar-Eisenach    |  |  |       |  |  |                          |  |  |                                     |  |
|                                    |                          | Carolina Luisa di Sassonia-Weimar-Eisenach | Luisa Augusta d'Assia-Darmstadt              |  |  |       |  |  |                          |  |  |                                     |  |
| Luisa d'Orléans                    |                          | Carolina Luisa di Sassonia-Weimar-Eisenach |                                              |  |  |       |  |  |                          |  |  |                                     |  |
|                                    | Luigi Filippo di Francia | Luigi Filippo II di Borbone-Orléans        |                                              |  |  |       |  |  |                          |  |  |                                     |  |
|                                    | Luigi Filippo di Francia | Luigi Filippo II di Borbone-Orléans        |                                              |  |  |       |  |  |                          |  |  |                                     |  |
|                                    | Luigi Filippo di Francia | Luisa Maria Adelaide di Borbone-Penthièvre |                                              |  |  |       |  |  |                          |  |  |                                     |  |
| Antonio d'Orléans                  | Luigi Filippo di Francia |                                            |                                              |  |  |       |  |  |                          |  |  |                                     |  |
|                                    |                          | Maria Amalia di Borbone-Due Sicilie        | Ferdinando I delle Due Sicilie               |  |  |       |  |  |                          |  |  |                                     |  |
|                                    |                          | Maria Amalia di Borbone-Due Sicilie        | Ferdinando I delle Due Sicilie               |  |  |       |  |  |                          |  |  |                                     |  |
|                                    |                          | Maria Amalia di Borbone-Due Sicilie        | Maria Carolina d'Asburgo-Lorena              |  |  |       |  |  |                          |  |  |                                     |  |
| Maria Isabella d'Orléans           |                          | Maria Amalia di Borbone-Due Sicilie        |                                              |  |  |       |  |  |                          |  |  |                                     |  |
|                                    |                          | Ferdinando VII di Spagna                   | Carlo IV di Spagna                           |  |  |       |  |  |                          |  |  |                                     |  |
|                                    |                          | Ferdinando VII di Spagna                   | Carlo IV di Spagna                           |  |  |       |  |  |                          |  |  |                                     |  |
|                                    |                          | Ferdinando VII di Spagna                   | Maria Luisa di Borbone-Parma                 |  |  |       |  |  |                          |  |  |                                     |  |
| Luisa Ferdinanda di Borbone-Spagna |                          | Ferdinando VII di Spagna                   |                                              |  |  |       |  |  |                          |  |  |                                     |  |
|                                    |                          | Maria Cristina di Borbone-Due Sicilie      | Francesco I delle Due Sicilie                |  |  |       |  |  |                          |  |  |                                     |  |
|                                    |                          | Maria Cristina di Borbone-Due Sicilie      | Francesco I delle Due Sicilie                |  |  |       |  |  |                          |  |  |                                     |  |
|                                    |                          | Maria Cristina di Borbone-Due Sicilie      | Maria Isabella di Borbone-Spagna             |  |  |       |  |  |                          |  |  |                                     |  |
|                                    |                          | Maria Cristina di Borbone-Due Sicilie      |                                              |  |  |       |  |  |                          |  |  |                                     |  |

## Titoli e trattamento
- 21 febbraio 1882 - 16 novembre 1907: Sua Altezza Reale, la principessa Luisa d'Orléans
- 16 novembre 1907 - 18 aprile 1958: Sua Altezza Reale, la principessa Luisa delle Due Sicilie, principessa d'Orleáns